# Return to Sender (Dexter)
«Return to Sender» («Devuélvase al remitente», en español) es el sexto episodio de la serie de televisión estadounidense Dexter, el cual fue estrenado el 5 de noviembre de 2006 en Showtime en los Estados Unidos. El episodio fue escrito por Timothy Schlattmann y fue dirigido por Tony Goldwyn. En este episodio, Dexter Morgan (Michael C. Hall) investiga una escena del crimen donde una de sus propias víctimas había regresado después de deshacerse del cuerpo. Mientras tanto, su novia Rita Bennett (Julie Benz) intenta evitar que su esposo Paul asista a la fiesta de cumpleaños de su hija y la teniente Maria LaGuerta (Lauren Vélez) considera adoptar a una joven testigo del asesinato que encuentra en la escena del crimen.
Si bien está ambientado en Miami (Florida), el episodio fue filmado en varias locaciones en y alrededor de Los Ángeles (California), incluyendo un depósito de chatarra, un campo a orillas del Tujunga Wash y una casa con vista al mar en Hibiscus Island. Goldwyn permitió que el actor C.S. Lee improvisara y que David Zayas memorizara sus líneas en español en inglés y las tradujera mentalmente durante la toma. En general, «Return to Sender» recibió críticas positivas.

## Argumento
Mientras estaba tomando desayuno en la casa de Rita, Dexter es llamado a una escena del crimen, solo para descubrir que es el mismo deshuesadero donde cometió un doble asesinato la noche previa. Encuentra el cuerpo de Valerie Castillo (Valerie Dillman) acostado en la misma caravana donde Dexter la mató junto con su esposo Jorge (José Zúñiga), a pesar de haber echado ambos cuerpos en el océano. Deduce que el "Ice Truck Killer" —un asesino en serie con quien Dexter tiene una conexión especial— se sumergió bajo el agua para recoger el cuerpo de la mujer y 'plantarlo' en la caravana. En el deshuesadero, LaGuerte, el sargento James Doakes (Erik King) y la hermana de Dexter, Debra Morgan (Jennifer Carpenter) descubren a un niño cubano, Oscar (Cesar Flores), escondido en el maletero de un automóvil quien declara haber visto a alguien llevar a Valerie a la caravana. Dexter empieza a temer ser descubierto y experimenta su primera pesadilla: Debra es una asesina en serie con un modus operandi idéntico al suyo. A medida que avanza la investigación, intenta acabar con cada una de las pistas de sus colegas sobre el caso. Cuando Debra le pide que lea su informa sobre el asesino, un perfil de un hombre que comparte muchas de las características de Dexter, este duda de su teoría y Debra queda dolida. Preocupado por caer bajo sospecha, arroja todos sus cuchillos por la borda de su barco; pero, al ver las muestras de sangre de sus víctimas, se percata que la de Valerie Castillo tiene una cara feliz grabada. Se da cuenta de que esta es un indicio dejado por el "Ice Truck Killer" y 'planta' las huellas dactilares de Jorge y una gota seca de la sangre de Valerie en un cuchillo, que esconde en un automóvil en el deshuesadero. Convence a Doakes para que organice otra pesquisa en el deshuesadero, donde un oficial (Denver Dowridge) encuentra el cuchillo. Tras inculpar exitosamente a Jorge del asesinato de Valerie, Dexter descubre que el dibujo elaborado con la descripción de Oscar del hombre que lo "salvó" de Valerie representa a Jesucristo.
Mientras tanto, Rita disuade a su esposo Paul de asistir a la fiesta de cumpleaños de su hija Astor (Christina Robinson) después que sale de prisión. Doakes lleva a Debra a cenar con su madre (Vernee Watson-Johnson) y hermanas. LaGuerta establece un vínculo con Oscar y considera cuidarlo hasta que su tío (Gabriel Salvador) hasta que regrese para llevarlo a casa.
En flashbacks, una Debra adolescente (Haley King) le pide a su padre, Harry (James Remar), que la lleve a sus viajes de caza con Dexter (Devon Graye). Cuando Harry le prohíbe unirse a ellos, Debra roba su arma y practica disparando latas ella sola. Más tarde, Debra fustiga a Dexter por celos por el tiempo que pasa solo con su padre.

## Producción

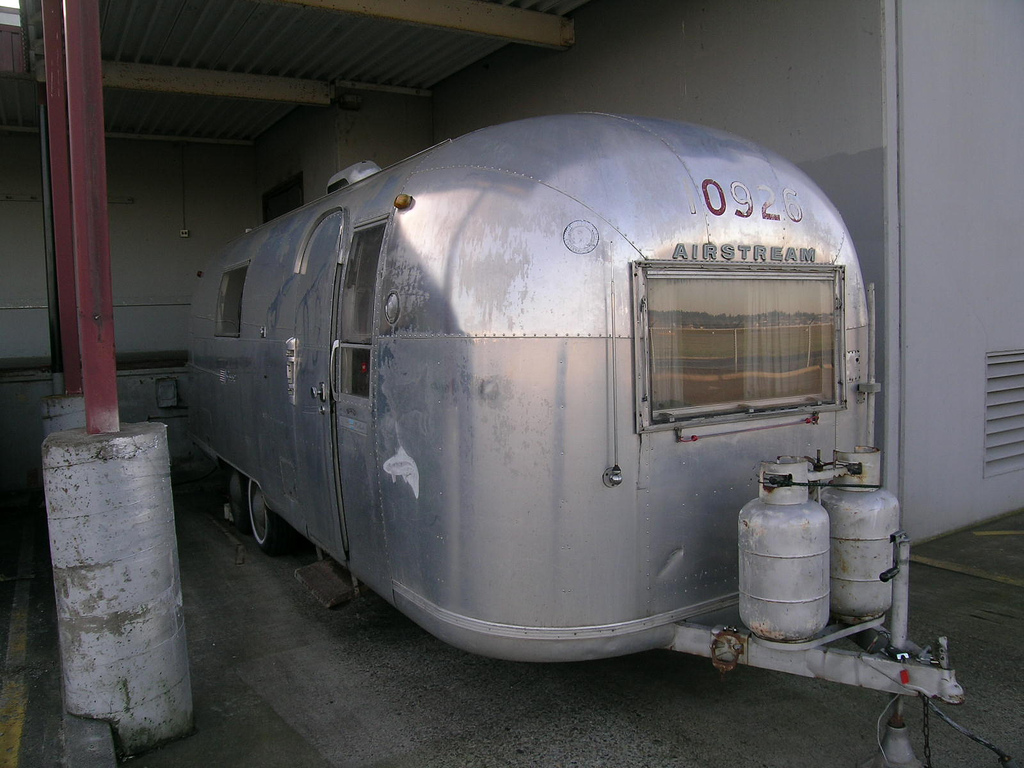
La caravana Airstream del deshuesadero fue filmada tanto en la locación como en un estudio de sonido.

El día de la filmación en el deshuesadero, que tuvo lugar en el centro de autopartes japonesas LA en Sun Valley, California, era anormalmente cálido, según Lauren Vélez. La caravana Airstream en el cual es hallada la víctima de Dexter, fue llevada a un deshuesadero para las filmaciones de exteriores y fue montada en un estudio de sonido para el rodaje de las escenas al interior del vehículo. Erik King destacó que el remolque estaba sucio, oloroso y húmedo —«todas las cosas que necesitábamos que fuera.» Otras locaciones de filmación incluyeron una casa con vista al mar en Hibiscus Island en la bahía Biscayne, Florida, como la casa de los Castillo, un campo a orillas del Tujunga Wash en Sun Valley, donde una Debra adolescente practica tiro con la pistola de Harry, y una casa en un suburbio de Long Beach, California, que funge como la casa de Dexter cuando era niño.
Erik King declaró que era «un placer trabajar» con Tony Goldwyn, mientras que Vélez lo llamó un «absoluto director de actores». Para filmar una escena en la que el detective Ángel Batista conversa con una testigo enteramente en español, David Zayas no se creía capaz de memorizar todas sus líneas en español. En su lugar, aprendió sus líneas en inglés y tradujo el diálogo mentalmente durante cada toma. En una escena entre Dexter y Vince Masuka (C.S. Lee), Masuka hace una pausa tras examinar el cadáver y dice «Tengo hambre.» Michael C. Hall dijo que «los ad libs de C.S. [Lee] son diferentes cada vez. Cuando dijo 'Tengo hambre' fue la única toma en que no me reí.» Cuando se le preguntó sobre sus improvisaciones en la serie, Lee declaró que los escritores «inventan algunas líneas buenas por sí mismos [...] Así que simplemente se los dejó a ellos.»

## Críticas
«Return to Sender» fue, en general, aclamada por los críticos. Eric Goldman de IGN escribió que la «faceta más interesante» del episodio fueron sus flashbacks a la juventud de Dexter desde la perspectiva de Debra, aunque sintió que la apresurada disculpa de Debra a Dexter tras haberlo insultado fue «un momento un poco cursi.» Creyó que la conexión que LaGuerta estableció con el niño cubano «estaba bien, pero [la historia] quedó un poco plana.» Paula Paige de TV Guide «adoró» el episodio y sostuvo que «se pone cada vez mejor», pero no está segura de que «la cena de Deb con la familia de Doakes tuviera algo que ver.» En TV Squad, Jonathan Toomey empezó su reseña diciendo que «Dexter lo hizo nuevamente. Me cautivó. Me sorprendió. [Me mantuvo] al borde de mi asiento durante toda la hora.» Le hizo gracia que el perfil que Debra elaboró del asesino de Valerie se asemejara a Dexter, pero no le interesó la historia de Rita con su esposo.
Tanto Malene Arpe del Toronto Star como Daniel Fienberg de Zap2it estaban decepcionados con el audio del episodio comentado que presentan Jennifer Carpenter, Erik King, Lauren Vélez y David Zayas en el DVD de la primera temporada.